# Muradie

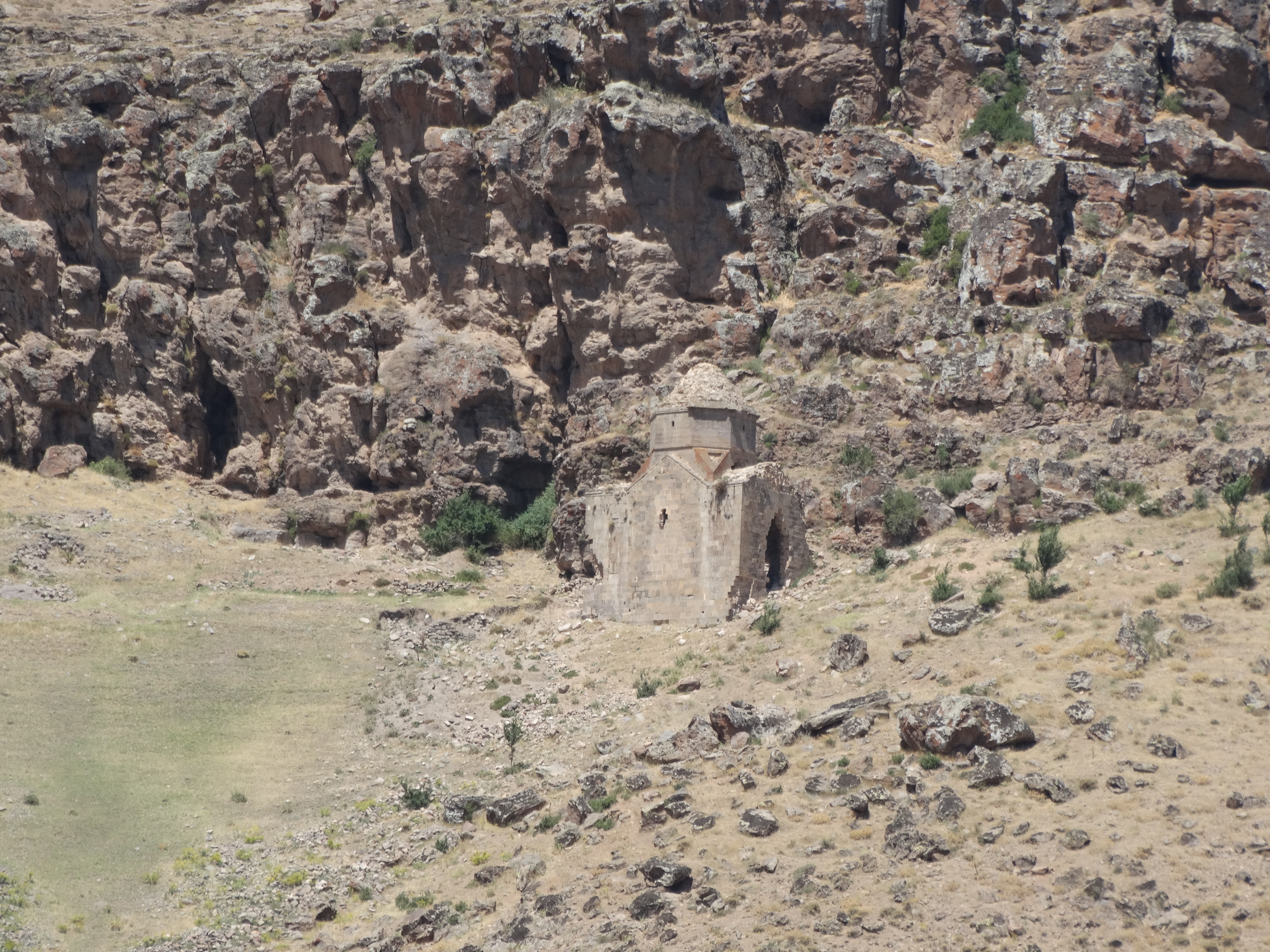
Ruínas da igreja armênia de Santo Estêvão

Muradie (em turco: Muradiye), Beguiri (em curdo: Bêgirî) ou Bercri (em armênio: Բերկրի; romaniz.: Berkri) é um município e distrito da área metropolitana e província de Vã, Turquia. O distrito tem 912 km² de área e em dezembro de 2021 tinha 47 971 habitantes (densidade: 52,6 hab./km²), dos quais 47 971 na capital de Muradie.

## Geografia
Muradie está localizado a nordeste do lago de Vã, a 16 quilômetros da margem do lago, no extremo norte da planície de mesmo nome na margem direita do rio Bercri, no meio de um cânion. Está a 45 quilômetros da cidade de Vã e 46-47 quilômetros da cidade de Archexe, a uma altitude de 1 760 metros acima do nível do mar. É rica em água e há extensas terras férteis. Existem nas cercanias minas de carvão e reservas significativas de petróleo.

## História
Bercri foi mencionada por muitos cronistas, dentre eles Moisés de Corene, Sebeos, Tomás Arzerúnio, Aristaces de Lastiver, Mateus de Edessa, Simbácio, o Condestável, Estêvão Orbeliano e Evliya Çelebi. Inscrições cuneiformes encontradas in situ sugerem que foi um antigo assentamento do Reino de Urartu. Inicialmente era uma vila comum que gradualmente evoluiu para uma cidade fortificada. Nunca foi um assentamento densamente povoado, mas as fontes históricas indicam que na Idade Média era maior e mais organizada do que nos tempos modernos. Na Antiguidade, fez parte do distrito (gavar) de Arberânia da província (ascar) da Vaspuracânia do Reino da Armênia. Moisés de Corene afirmou que a Arberânia era uma das "terras reais" da Armênia, indicando que fazia parte dos domínios da dinastia arsácida. Mais a frente, fez parte dos domínios da família Genúnio.
Entre os séculos VIII e IX, foi incorporada aos domínios da família Arzerúnio. Em 880, foi conquistada pelos árabes do Emirado Cáicida. Nos séculos IX e XI, floresceu dada sua posição nas rotas comerciais que passavam pelo planalto Armênio. Em 931, os bizantinos estiveram ativos no sul da Armênia, ajudando o rei da Vaspuracânia, Cacício I (r. 904–937/43), que havia reunido os príncipes armênios e aliou-se com os bizantinos contra os emirados muçulmanos locais; as forças cristãs invadiram o Emirado Cáicida e destruíram Aquelate e Bercri, antes de marcharam à Mesopotâmia Superior e capturarem Samósata. Em 1021, foi retomada por Asócio IV (r. 1021–1039) e passou momentaneamente ao Império Bizantino em 1054. Em 1241, foi conquistada pelos turcos seljúcidas, pelos turcomanos em 1600 e finalmente pelo Império Otomano em 1601. Nos tempos modernos, era o centro do distrito de Bercri, no vilaiete de Vã, e foi a residência do bei curdo ou turco da província.
Nos tempos antigos e medievais, sua população era composta em grande parte por armênios. A tradição histórica afirma que os reis artaxíadas Tigranes II (r. 95–55 a.C.) e Artavasdes II (r. 55–34 a.C.) trouxeram judeus à Armênia e parte deles viveram em Bercri. No século VIII, como resultado das políticas implementadas pelo Califado Abássida, indivíduos da tribo árabe dos utmanitas, e mais tarde curdos, se estabeleceram em Bercri e seus arredores. Entretanto, mesmo depois disso, até a Primeira Guerra Mundial, a maioria da população era armênia. No início do século XIX, tinha 300 famílias armênias e curdas e, no início do XX, 3 100 moradores, dos quais 2 100 eram armênios e o restante eram turcos, judeus e curdos. De acordo com outras fontes, no início de 1915, sua população atingiu cinco mil pessoas, das quais três mil eram armênios e o restante eram turcos, curdos e judeus. Durante a Guerra Russo-Turca de 1877–1878, Bercri era um acampamento turco e, por causa disso, a população foi completamente dispersa para diferentes lugares, restando apenas algumas casas turcas. Após o fim da guerra, a maioria deles retornou aos seus lugares de origem. A maioria dos armênios locais foi vítima do genocídio armênio de 1915, enquanto o restante foi deportado ou fugiu à Armênia Oriental.

## Composição
O distrito de Muradie é formado por 48 bairros (almofalas; mahalles):
- Achequiol (Açıkyol)
- Adacle (Adaklı)
- Aquebulaque (Akbulak)
- Aquechachai (Akçaçay)
- Alcasnaque (Alkasnak)
- Axae Arguete (Aşağı Argıt)
- Babajane (Babacan)
- Balacle (Balaklı)
- Besparmaque (Beşparmak)
- Beidae (Beydağı)
- Candacar (Kandahar)
- Caracane (Karahan)
- Caraolane (Karaoğlan)
- Chaquemaque (Çakmak)
- Chichecli (Çiçekli)
- Cojassabane (Kocasaban)
- Coscoi (Köşkköy)
- Cusju (Kuşçuy)
- Daorene (Dağören)
- Devetaxe (Devetaş)
- Doangune (Doğangün)
- Durucaxe (Dürükkaş)
- Erixene (Erişen)
- Essencoche (Esenkoç)
- Fatique (Fatih)
- Fevezi Chaquemaque (Fevzi Çakmak)
- Gonderme (Gönderme)
- Gorejeque (Görecek)
- Guluchimene (Güllüçimen)
- Gultepe (Gültepe)
- Gumustepe (Gümüştepe)
- Iaquinjaque (Yakıncak)
- Ialenduz (Yalındüz)
- Iavuz Selim (Yavuz Selim)
- Ienixequir (Yenişehir)
- Iucare Arguete (Yukarı Argıt)
- Iumacle (Yumaklı)
- Otlaquebaxe (Otlakbaşı)
- Ovapenar (Ovapınar)
- Quechiquerane (Keçikıran)
- Quemercopru (Kemerköprü)
- Sarememete (Sarımehmet)
- Suruiolu (Sürüyolu)
- Tansu
- Topuzarpa
- Uluxar (Uluşar)
- Unseli (Ünseli)
- Xequitemequemetebei (Şehitmehmetbey)